# 異業種ネット
異業種ネット（e-gyousyu.net）とは、国際通信社が提供する企業間交流を支援するソーシャル・ネットワーキング・サービスの名称である。元々は、国際通信社の関連会社が発行する経済誌の誌面の一部をWEBでも読めるようにするサービスとしてスタートしたが、何度かの名称／サービスの内容を変更して現在に至る。

## 沿革
サービスの開始は2002年2月。当時は「オンライン企業紹介」という名称で、グループが発行する経済誌に紹介された記事の一部をhtml化し、Web上に公開していた。記事は企業紹介を目的としたもので、当時はホームページを持っていない企業も多く、自社のホームページ代わりとしてこのサービスが利用されることもあった。当初それらのページはWEB上に完全に孤立したページとして存在しており、閲覧してもらうためにはブラウザにそれぞれのURLを直接入力しなければならなかった。グループが発行する当時の雑誌の誌面には、そのWebページのURLが記載されていた（時期によって掲載されていない場合もあるようだ）。もしくは、すでに持っているホームページなどからリンクを貼らないと見てもらえなかった。雑誌の誌面を電子化するサービスとしては早い時期の着手であったが、運用については利用者に委ねられていたといえる。
その後、Webの利用が広まってきたことで、誌面をhtml化して公開するだけではサービスとして魅力に乏しくなってきたことから、2007年5月には新しいサービスを開始する（雑誌の広告では6月から確認できる）。それまでにhtml化した記事をサーバ上のデータベースに登録し、地域や業種ごとにカテゴライズ、企業名で検索できるようにして閲覧しやすくした。それにより企業情報ポータルとして、一般が情報収集にも使えるコンテンツ・サービスとなり、名称も「オンライン企業紹介」から「異業種ネット」に変更された。なお、異業種ネットのサービス開始時期と前後して、記事ページのデザインもリファインされている。
異業種ネットでは、新着企業がリストされる他、毎月特定業種にスポットを当てた特集が掲載されていた。特集は建築、ついで飲食業が多かったようだ。バナー広告の募集もしていた。
2011年4月から、BtoBを主体にした現在のSNSにサービス内容を変更。それまで、記事掲載は原則有料だったが、無料会員枠が増え情報量が増した。

## 特長
主なサービスは、会員間での名刺交換（画像つきメッセンジャー機能）、企業情報ページ、企業紹介記事掲載、会員向けプレスリリースの発信である。Twitterの投稿を読み込む機能もある。MixiやFacebookなどと比べると、後発のSNSにしてはサービスの内容に乏しいが、媒体に付加されるサービスとしては充分という考えであろう。またSNSだが、サービスの一部が公開されていて、非会員でもその情報を見ることだけなら可能という点も興味深い（宣伝効果を狙った利用を可能にしているのだと思われる）。
特長は会員制。異業種ネットで紹介される企業・事業主は、国際通信社グループが発行する経済誌に記事掲載されたところだけが対象で、取材、商取引を通じて信用を担保できた企業だけを紹介するというスタンスである（無料会員の枠があるが、経済誌に対談広告を掲載した企業に限定して無料で利用可能となっている）。他の商取引の実績なく、異業種ネットのサービスだけを利用することはできない（申し込んでも断られる）。その点で比較的安心できる企業間取引相手を見つけられるサービスと言えるのかもしれない。

## ニーズ
- 2006年ごろには、毎月の新規登録数（有料利用者数）は約60件前後（多い時には約100件）。
- 2008年の異業種ネットサービス上では、毎月平均20〜30社の登録（有料会員）が確認できる。
- 2013年8月時点の、全登録者数は9253件（異業種ネット、トップページの表示より）。
- 2014年7月29日時点の全登録者数は 12762件、最新月度登録者数374件（異業種ネット、トップページの表示より）。

## 備考
サービスの開始時期については、サービス提供元の国際通信社に確認した。異業種ネット上にある最古の記事は2003年、雑誌上では2004年から確認できる。
サービス名称については、「優良企業紹介」とされていた時期もある。

## 参考資料
- 国際Journal（発行：国際通信社） 2001年3月号〜2012年1月号
  - 2004年2月号107ページにサービス閲覧用のURLの記載有り
  - 2007年6月号195ページの広告
- 現代画報（発行：現代画報社） 2007年5月号〜12月号
  - 2007年6月号広告
- 異業種ネット（現行サービス）
- 異業種ネット 旧サービス
  - 2003年公開記事
  - 2004年公開記事
- 月刊センチュリー公式ページ